# Сабадашево
Сабадашево (укр. Сабадашеве) — село в Петровской поселковой общине Александрийского района Кировоградской области Украины.
До 2020 года входило в Петровский район
Население по переписи 2001 года составляло 12 человек.